# Bernardaud
Bernardaud — французское семейное предприятие, знаменитый производитель лиможского фарфора. В 1863 году было основано предприятие Delinières, которое в конце XIX века было куплено Леонаром Бернардо (фр. Léonard Bernardaud).
В 1923 году в семейном бизнесе на смену Леонару пришел Мишель Бернардо. Он первым в Лиможе соорудил в 1949 году туннельную печь, которая стала значительной инновацией в производстве фарфора, поскольку стал возможен процесс непрерывного обжига и, как следствие, повысилось качество и объем производства фарфоровых изделий.
В 1950 году бразды правления компанией принял Жак Бернардо, который существенно повысил важность художественной составляющей в продукции Bernardaud. Будучи сам художником, он наладил добрые отношения с выдающимися мастерами той эпохи. В годы его руководства коллекции фабрики были значительно расширены. В 1967 году компания пригласила знаменитого мастера промышленного дизайна Раймонда Лоуи для создания отдела современных коллекций «лиможского фарфора». Жак Бернардо вовремя оценил важность массовых коммуникаций и запустил первую рекламную кампанию на телевидении. В 1990 году предприятие Bernardaud интернационализируется, не забывая при этом о своих истоках: завод в Лиможе отреставрирован и стал культурным и информационным центром, открытым для публики и художников.
В 2003 году Мишель Бернардо образовал в Лиможе «Фонд предприятия Bernardaud». Задачей фонда является привлечение массового внимания к индустрии фарфорового дела, укрепление на привычных рынках и открытие новых, повышение ценности навыков этого недооценённого в наше время ремесла. Каждое лето фонд организует экспозиции керамики, как классической, так и современной, работы французских и зарубежных мастеров. Цель таких мероприятий в представлении широкой публике множества способов творческого выражения, которые даёт художнику этот материал.